# Putting Holes in Happiness
Putting Holes in Happiness – drugi singel promujący szósty album studyjny grupy Marilyn Manson pt. Eat Me, Drink Me (2007). Początkowo miał zostać wydany jako singel główny (ang. lead single), którym ostatecznie został utwór „Heart-Shaped Glasses (When the Heart Guides the Hand)”.
Tekst do utworu napisał w swoje trzydzieste ósme urodziny – 5 stycznia 2007 roku – frontman, Marilyn Manson. Piosenkę określił mianem „wrogiej wobec kobiet, romantyczno-kanibalistyczno-gotycko-wampirycznej ballady”.